# Quesnelia

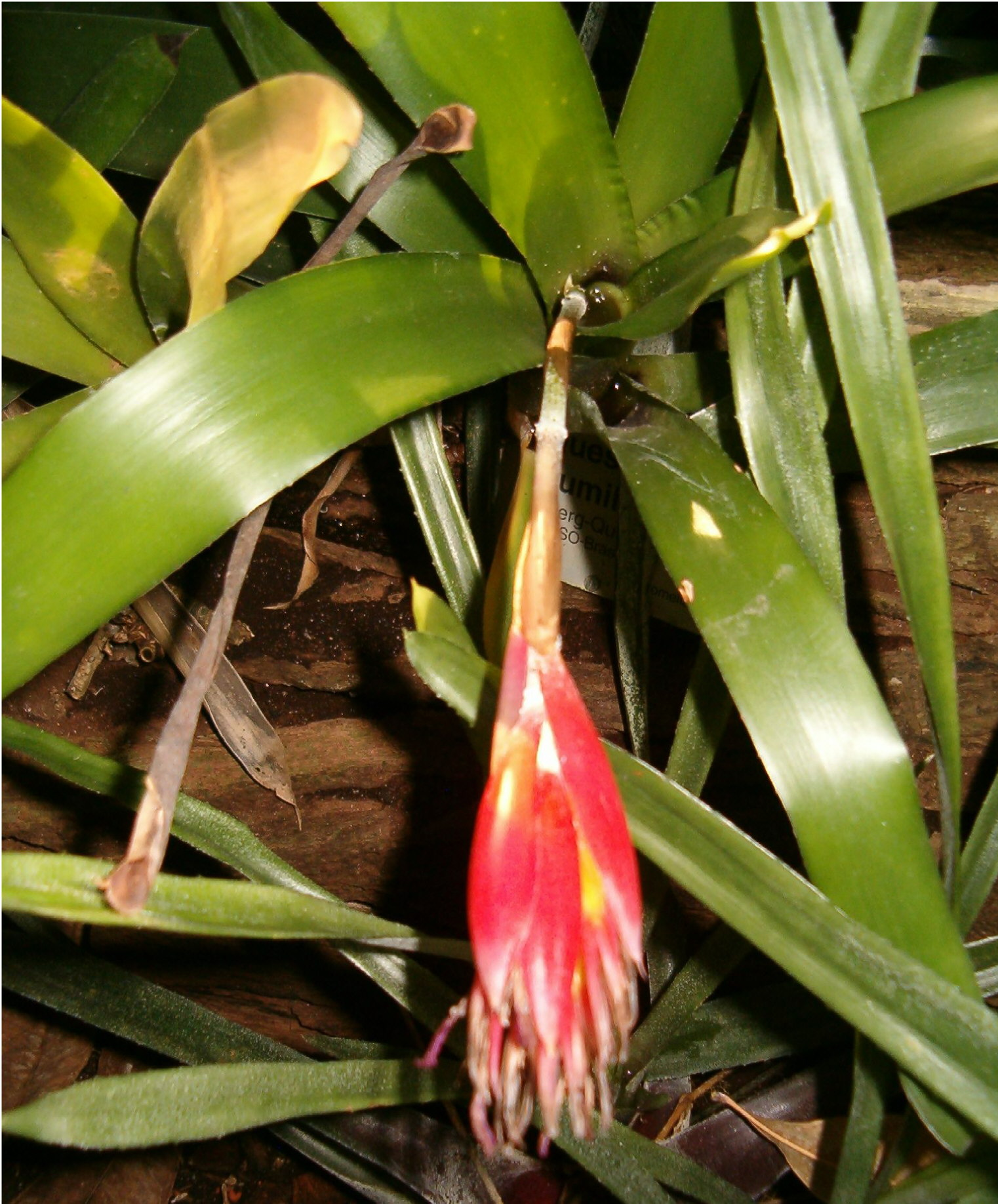
Quesnelia humilis

Quesnelia Gaudich. é um gênero de plantas pertencente à família Bromeliaceae, subfamília Bromelioideae. São plantas endêmicas do Brasil, ocorrendo apenas na Mata Atlântica.
O gênero foi nomeado possivelmente em homenagem ao escritor francês François Alexandre Quesné (1742-1820).

## Espécies
O gênero apresenta 22 espécies. As principais espécies e as respectivas variedades são:
- Quesnelia alborosea A.F.Costa & T.Fontoura
- Quesnelia alvimii Leme
- Quesnelia arvensis (Vell.) Mez
- Quesnelia augustocoburgi Wawra
- Quesnelia clavata Amorim & Leme
- Quesnelia conquistensis Leme
- Quesnelia dubia Leme
- Quesnelia edmundoi L.B.Sm.
  - var. intermedia Pereira & Leme
  - var. rubrobracteata Pereira
- Quesnelia humilis Mez

- Quesnelia imbricata L.B.Sm.
- Quesnelia indecora Mez
- Quesnelia kautskyi C.Vieira
- Quesnelia koltesii Amorim & Leme
- Quesnelia lateralis Wawra
- Quesnelia liboniana (De Jonghe) Mez
- Quesnelia marmorata (Lem.) Read
- Quesnelia quesneliana (Brongn.) L.B.Sm.
- Quesnelia seideliana L.B.Sm. & Reitz
- Quesnelia strobilispica Wawra
- Quesnelia testudo Lindm.
- Quesnelia tubifolia Leme & L.Kollmann
- Quesnelia violacea Wanderley & S.L.Proença